# Певкеты
Певкеты, певкетии (лат.: Peucetii, греч.: Πευκέτιοι/Peukétioi) или педиклы, как их называет Страбон — племя, проживавшее на территории современной Апулии на юге Италии, близ современного города Бари.
Певкеты были одним из племён в составе племенной группы япигов. Важнейшими городами певкетов были три: Каноса (ныне Каноза-ди-Пулья, Сильвиум (ныне Гравина-ин-Пулья) и Битонто. Нынешняя столица Апулии, Бариум, был менее важным городом.
Эпонимный предок, Певкетий (Peucetis), по мнению Дионисия Галикарнасского, был сыном Ликаона из Аркадии и братом Энотра. Поскольку Ликаон разделил Аркадию между своими 22 сыновьями, Певкетию пришлось искать счастья на чужбине. Опираясь на этот этимологический миф, современные историки предполагают, что певкеты входили в культурную общность Великой Греции, хотя и не играли в ней важной роли.
Геродот приводит альтернативное предание, согласно которому, через некоторое время после смерти критского царя Миноса крупная группа выходцев с Крита, за исключением обитателей Полихни и Преса, отправилась в Сиканию и осаждала город Камик в течение 5 лет. Потерпев неудачу с осадой, испытывая голод, они покинули Сиканию (ныне центральная часть Сицилии) и отправились на кораблях домой. Сильный шторм выбросил их корабли на сушу в районе Италии, который позднее получил название Япигия. Поскольку они больше не имели возможность вернуться на Крит, они основали город Гирия и изменили своё название на «япигов»
Страбон помещал певкетов к северу от калабров:
«… После описания областей древней Италии до Метапонтия следует сказать о примыкающих к ним странах. Соседней страной является Япигия, которую греки называют Мессапией; местные же жители разделяют её на 2 части, одной дают имя страны салентинов (около мыса Япигии), а другой — страны калабров. К северу над последними живут певкетии и давнии, как их называют по-гречески; местные жители именуют всю страну за Калабрийской областью Апулией. Некоторые из них называются также педиклами, преимущественно певкетии»…
«…Вся эта местность камениста и покрыта горами, так как занимает значительную часть Апеннинских гор. По-видимому, она приняла колонистов из Аркадии. От Брентесия до Бария около 700 стадий, а Тарант находится от обоих городов почти на равном расстоянии. В соседней области живут давнии, затем идут апулы до френтанов. Так как имя певкетиев и давниев вовсе не употребительно у местных жителей (кроме как, быть может, в древнее время) и вся эта область теперь называется Апулией, то приходится отказаться от точного определения границ этих народностей. Поэтому и мне не надо высказываться определенно об этом».
«При переправе из Греции или из Азии более прямой путь идет на Брентесий; действительно, сюда прибывают все, чей путь лежит в Рим. Туда идут 2 дороги: одна — только для мулов — через земли певкетиев (которых называют педиклами), давниев и самнитов до Беневента; на этой дороге находятся города Эгнатия, Келия, Нетий, Канусий и Гердония…» 
Артефакты доримской керамики подтверждают страбонову классификацию, рассматривавшего мессапов, певкетов и давниев как родственные народы. В настоящее время считается, что эти племена говорили на мессапском языке.
Певкетии делились на 12 небольших протогосударств. Потомком одного из них является современный город Альтамура.
«Энциклопедия» XVIII века отличает певкетов от другого древнего народа, «певкетиев» (Peucetioe), обитавших на территории Либурнии на побережье Адриатики, со ссылкой на Каллимаха, которого цитировал Плиний Старший (H.N. III.21), помещавший их страну в Иллирии, однако современные историки, как правило, отождествляют указанные народы.